# Shannon Woeller
Shannon Woeller, född 31 januari 1990, är en kanadensisk fotbollsspelare (försvarare). Hon representerar sedan 2023 IFK Norrköping i damallsvenskan och har spelat ett flertal A-landskamper för Kanada.